# Ospedale Delmati
L'Ospedale Delmati è un ospedale di Sant'Angelo Lodigiano, oggi presidio ospedaliero dell'ASST di Lodi.

## Storia
La città aveva un ospedale già dal 1530, dedicato alla Madonna e successivamente a Santa Marta, che venne demolito intorno al 1800 ed era vicino all'omonima chiesa, oggi abbattuta.
Nel 1831, su di un terreno donato dal suddiacono cremonese Don Siro Delmati pochi anni prima con lascito ereditario, venne costruito il nuovo ospedale che gli venne poi dedicato.
Negli anni 1950 le condizioni dell'ospedale resero necessaria una riprogettazione che fallì in quanto sarebbe stato necessario demolire vari edifici storici per attuarla. Venne alla fine deciso di costruire un nuovo ospedale su un terreno recentemente donato alla Parrocchia con progetto iniziato nel 1968 dal locale architetto Ferruccio Rozza.
La prima pietra venne posata nel 1970, portando all'inaugurazione del nuovo ospedale e alla chiusura del precedente il 2 giugno 1974.